# Craig Bierko

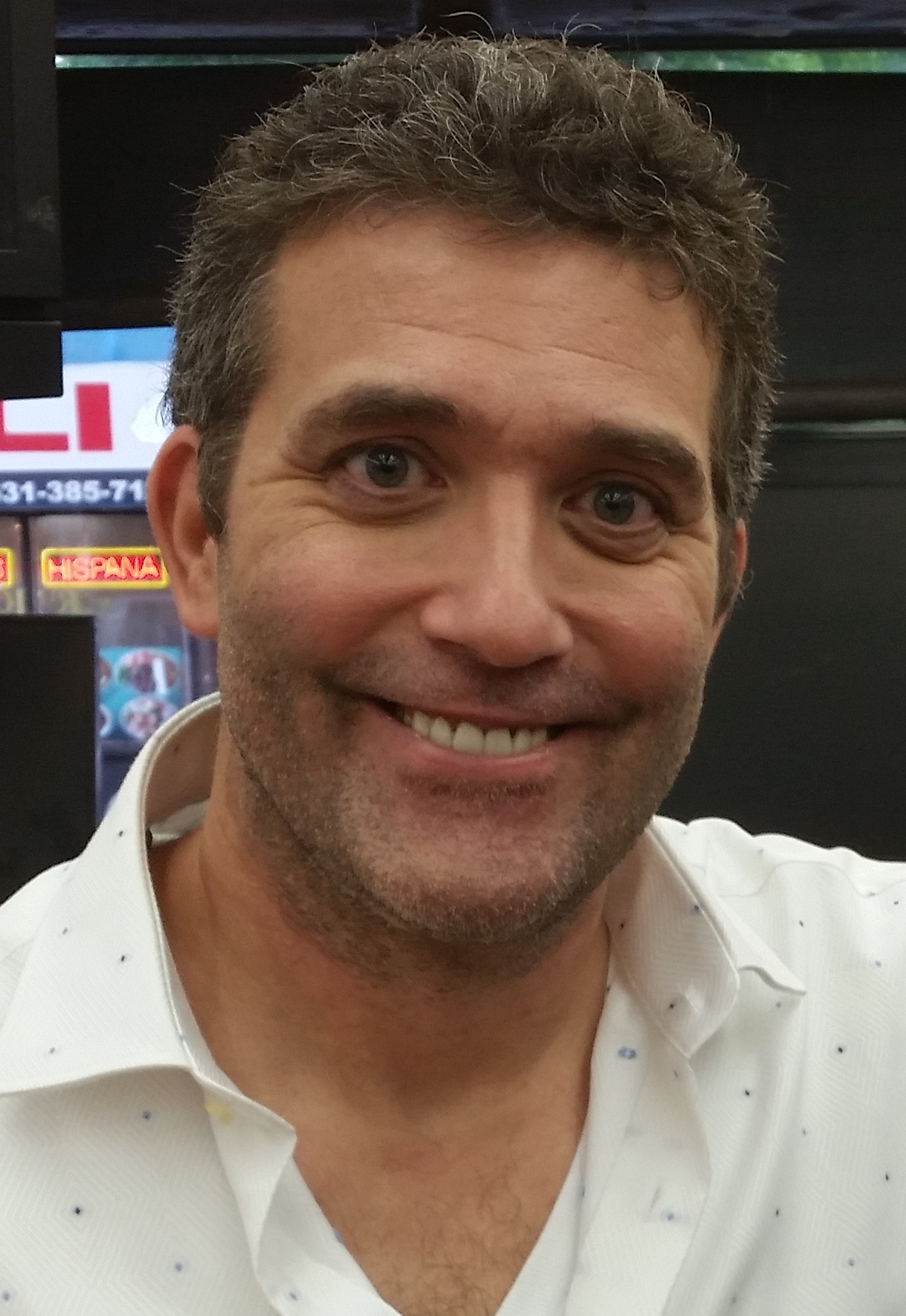
Craig Bierko

Craig Bierko (* 18. August 1964 in Rye Brook, New York) ist ein US-amerikanischer Schauspieler.

## Leben
Craig Bierko wurde in der Ortschaft Rye Brook im Westchester County als Sohn von Pat und Rex Bierko geboren. Seine Eltern betrieben ein örtliches Theater. Seine Mutter war gebürtige Jüdin, konvertierte jedoch zum Christentum. Bierko studierte nach der Highschool zunächst Journalismus an der Boston University und Sprachen an der School of Speech der Northwestern University.
Seinen großen Durchbruch als Schauspieler schaffte Bierko im Jahre 1990 mit der Sitcom Sydney, in welcher er neben Valerie Bertinelli und Matthew Perry in einer der Hauptrollen agierte. Danach wurde er ein aktiver Fernsehdarsteller und konnte Auftritte in Serien wie Überflieger und Ally McBeal für sich verbuchen.
Neben seiner Karriere im Fernsehen wirkt Bierko auch regelmäßig in Filmen mit. Eine seiner bekanntesten Filmrollen spielte er 1997 im Actionfilm Tödliche Weihnachten, wo er als Timothy zu sehen war. 2005 stellte er im Boxerdrama Das Comeback den Boxer Max Baer dar. Für diese Rolle musste er sich viel Muskelmasse antrainieren, um den Boxer glaubhaft verkörpern zu können. Ein Jahr darauf spielte er in der Filmparodie Scary Movie 4 den Charakter Tom Ryan, welcher den Part von Tom Cruise aus dem Film Krieg der Welten in parodistischer Art und Weise nachstellt.
Bierko war ursprünglich für die Rolle des Chandler Bing in der Erfolgs-Sitcom Friends vorgesehen. Er lehnte die Rolle jedoch ab, und sein früherer Serienkollege Matthew Perry übernahm seinen Part. In der vierten Staffel von Sex and the City spielte er einen der kurzzeitigen Liebhaber von Carrie Bradshaw (Sarah Jessica Parker). In Boston Legal hatte er 2006 einen Auftritt als Anwalt Jeffrey Coho.
Bierko sollte ursprünglich am Broadway im Manhattan Theatre Club im Stück To Be or Not to Be mitwirken, zog sich aber 2008 aus ungenannten Gründen von der Produktion zurück. 2009 trat er dafür im Musical Guys and Dolls in der Hauptrolle des Sky Materson auf. Das Musical wurde im New Yorker Nederlander Theatre aufgeführt.
Bierko wurde im November 2000 vom People Magazine zum Sexiest Broadway Star gewählt.

## Filmografie (Auswahl)
- 1987: Love Note
- 1996: Tödliche Weihnachten (The Long Kiss Godnight)
- 1998: Jackpot – Krach in Atlantic City (Sour grapes)
- 1998: Fear and Loathing in Las Vegas
- 1999: The Suburbans – The Beat Goes On! (The Suburbans)
- 1999: The 13th Floor – Bist du was du denkst? (The Thirteenth Floor)
- 2002: Alle lieben Lucy (I'm with Lucy)
- 2003: Dickie Roberts: Kinderstar (Dickie Roberts: Former Child Star)
- 2005: Das Comeback (Cinderella Man)
- 2006: Scary Movie 4
- 2006: Visions – Die dunkle Gabe (Danika)
- 2006–2007: Boston Legal (Fernsehserie, 14 Folgen)
- 2007: Meet Bill
- 2008: Superhero Movie
- 2010: Damages – Im Netz der Macht (Damages, Fernsehserie, 4 Folgen)
- 2011: Wie ausgewechselt (The Change-Up)
- 2012: Die Stooges – Drei Vollpfosten drehen ab (The Three Stooges)
- 2012: Elementary (Fernsehserie, eine Folge)
- 2012, 2014: Hot in Cleveland (Fernsehserie, 2 Folgen)
- 2015–2018: UnREAL (Fernsehserie, 38 Folgen)
- 2022: The Blacklist (Fernsehserie, eine Folge)